# 仁科神明宮
仁科神明宮（にしなしんめいぐう）は、長野県大町市大字社字宮本にある神社。天照大神を奉祀している。1872年（明治5年）より郷社、1876年（明治9年）より府県社、1893年（明治26年）より県社となる。

## 歴史
古来、安曇郡一帯は諏訪神社と穂高神社との力が交々深く及んでいた地方であるが、神明宮に関する限り、創祀以来御祭神は御一座のままである。神明宮の創祀は皇大神宮御領であった仁科御厨の鎮護のため、仁科氏によって伊勢神宮内宮が勧請されたことに基いている。1192年（建久3年）8月、二所大神宮神主が職事の仰せによって神領の仔細を注進したものを編輯した「皇大神宮建久己下古文書」によれば、当時信濃国には僅かに麻績（東筑摩郡麻績村）・長田（長野市若穂）・藤長（長野市篠ノ井）及び仁科の四御厨しか現存せず、しかも仁科に限り「件御厨往古建立也、度々被下宣旨、所停止御厨内濫行也」と注記し、当時既にその創建の年次が不明であったと述べており、信濃で最古の御厨と推定される。信濃国内の御厨は後世の立荘も含めて全て伊勢神宮領であった。
神宮雑例集の記事によれば、信濃に初めて神戸が封ぜられたのは後冷泉天皇の1048年（永承3年）12月のことであるから、御厨の建立はそれ以後とみられる。国司から荘園整理の干渉を受けたが、宣旨により内宮の御厨となった。
その一方で、仁科氏は御厨以外の自領を荘園として開発し、仁科荘を成立させた。承久の乱において仁科盛遠が、後鳥羽上皇の帷握に参じ奉り、越中礪波山の戦いに戦死してから、所領は一旦幕府に没収するところとなり、改めて後堀河天皇の父・守貞親王に奉献されたのであるが、親王はこれを皇女式乾門院に譲り、門院は更に後堀河天皇の第一皇女室町院に伝え、仁科荘は室町院領となった。『神鳳鈔』に見える仁科御厨の領域はわずか40町で、安曇郡矢原御厨の1691町と比べれば遥かに狭小であるが、郷土史家の一志茂樹の推定によれば、仁科荘成立後も、御厨は完全にその神領を保っており、1376年（永和2年）の棟札に見られるような整った式年造営が維持された、とする。
御厨の領域は大町市大字社の宮本、閏田、曽根原を中心とし、藤尾郷（大町市大字八坂）を包摂した。1179年（治承3年）地頭の仁科盛家（平盛家）が覚薗寺に寄進した千手観音像の木札に「信州安曇郡（仁科）御厨藤尾郷」とある。また1228年（安貞2年）には仁科康盛（平康盛）が地頭を務めている。
神明宮が創祀以来20年一度の式年造替を滞ることなく今日まで継続し、しかもその祭祀・神事等に古式を伝えて厳かに之を執行し、少しも衰徴の跡を見せずして御厨神明たるに相応しい伝統を持続してきた事実に顧みるとき、相当後年まで神役を奉仕していたのではないかと想像されるのである。殊に領家であった仁科氏は藤原時代以降500年間、信濃の於ける古族であり名族である家門の誇りを伝えてその勢力を張り、しかも勤王の精忠に終始して戦国時代末期まで及んでいたことに思いを致した場合、時代の波に動かされることなく、深い伝統と信仰とをもった御厨神人等と共にその忠誠を果たしたであろうことが想見出来るのである。
仁科氏が永禄末年に至って遂に武田氏に滅ぼされてからは、武田信玄の五男盛信が大町に入って仁科氏の名跡を継ぎ、同様に神明宮の祭祀に従ったのであるが、1582年（天正10年）織田氏の甲州征伐で武田・仁科両氏が滅亡すると、小笠原貞慶が仁科氏の旧領である安曇郡を安堵され、神領として朱印15石の地を寄進し、1638年（寛永15年）以降黒印23石となり、累代の松本藩主が共進して造営・祭祀をも奉仕し明治維新に及んでいる。松本藩領内で神明宮の黒印高が他の神社に比して最も多かった理由は、仁科氏の勢力の跡によったものであろう。1872年（明治5年）11月郷社に列し、1893年（明治26年）8月24日県社に昇格して今日に及んでいる。古来仁科六十六郷の惣社として神威あまねく、又我が国七神明の一つとして古くから世に知られていた神社である。
式年造替については、創祀以来、皇大神宮にならって20年ごとに行われており、1376年（永和2年）から20年ごとに行われた造替の際の棟札が保存されている。600年以上の長きにわたる式年造替は全国的に見ても珍しい。
仁科氏が主家の武田氏と共に滅亡してからは、松本藩主がこれに代わって式年造替を奉仕したが、1636年（寛永13年）の造替を最後として、その後は新築ではなく修造に留まり現在に至っている。現在の社殿は、寛永造替時のものと推定され、300年を経ている　修造に当たっては、多くの巨大な用材が使われるので、古例にのっとって、高瀬川入神明宮御料林から伐木され、当時の大町組、池田組、松川組の3組に科して奉仕された。
明治時代に入り、その責任は氏子ならびに崇敬する者の双肩にかかり、1878年（明治11年）の式年造替にあたっては、第11（社地区）、第12（大町、平地区）両大区会議に、その後は北安曇郡町村町会によって負担的寄付をあおぎ、この大祭を滞りなく続けてきた。なお式年の年ごと八代神明宮では、当社の古材をもって修理を行い、大祭には仁科神明宮からは神職や関係者が参列して大祭を行う慣わしになっている。2019年（令和元年）に式年造替（屋根の葺き替え等の修理）が行われた。

## 文化財

### 国宝

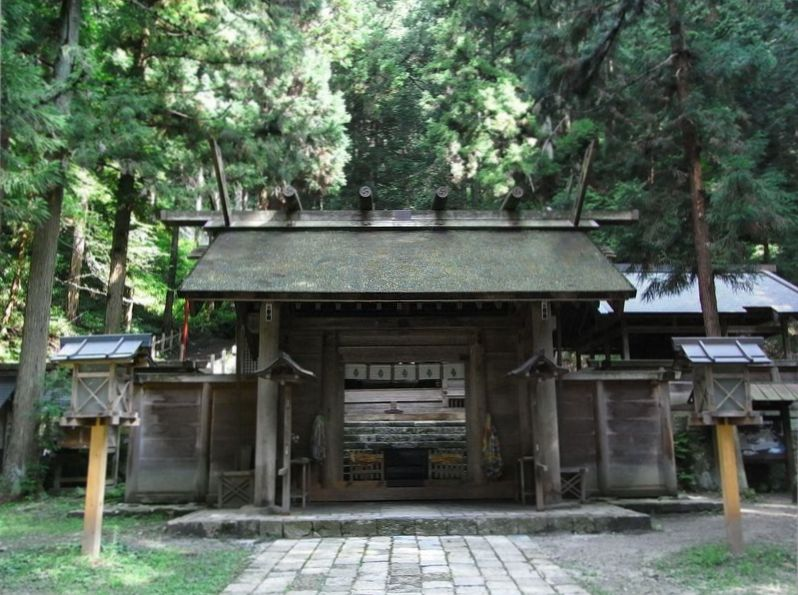
仁科神明宮の神門（2008年8月20日撮影）

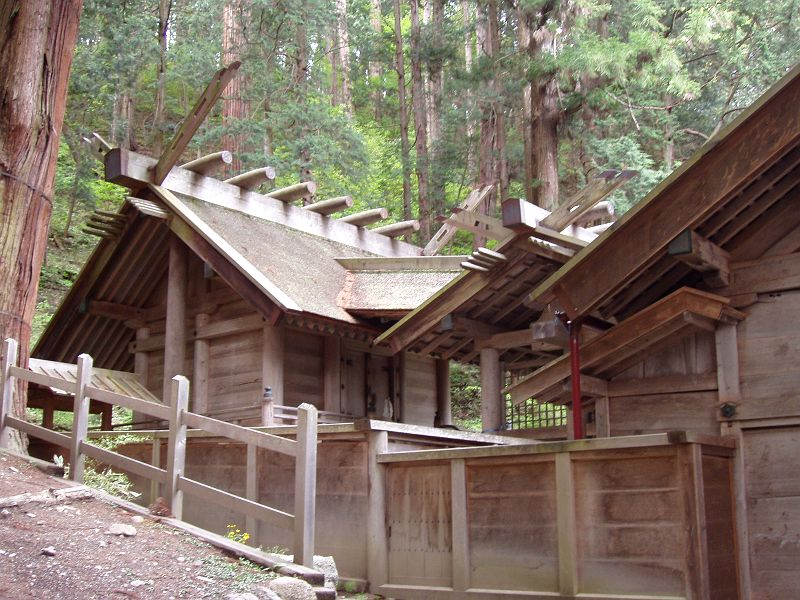
国宝・仁科神明宮本殿の西側面から見る（2008年5月12日撮影）

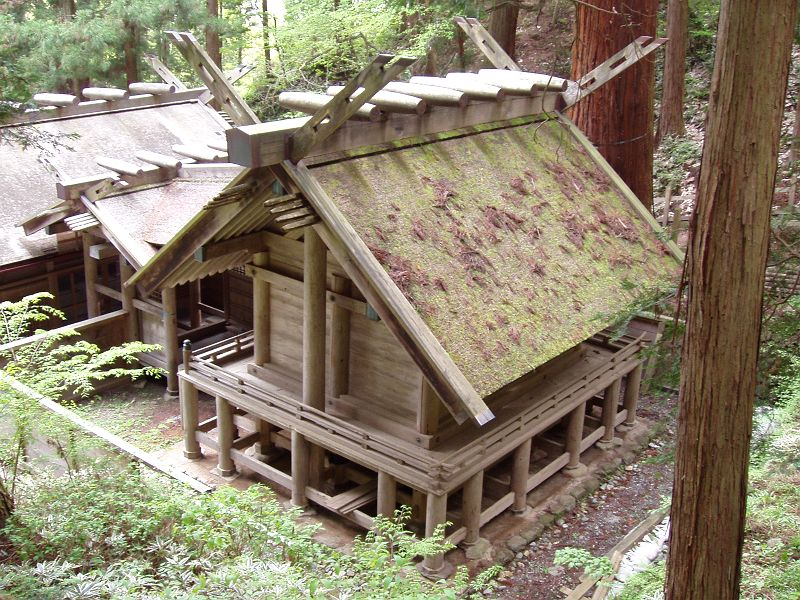
国宝・仁科神明宮本殿、東北面から見る（2008年5月12日撮影）

- 仁科神明宮2棟（本殿、中門）[11]

1936年（昭和11年）、旧・国宝保存法に基づき国宝（旧国宝、現行法の重要文化財に相当）に指定され、1950年（昭和25年）文化財保護法施行により重要文化財となり、1953年（昭和28年）、「世界文化の見地から価値の高いもので、たぐいない国民の宝」として文化財保護法に基づく国宝に指定される。
神明宮社殿については明治40年代の始め工学博士関野貞によって調査されたが、棟札の調査には至らなかった。1933年（昭和8年）8月、国宝保存会委員荻野仲三郎と国宝監査官丸尾彰三郎が棟札を実査し、翌1934年1月、まず棟札が（旧）国宝に指定された。1936年（昭和11年）5月、文部省嘱託大岡實の実査があり、9月18日付文部省告示第325号をもって社殿が（旧）国宝に指定された。
本殿並びに中門の建築は江戸時代初期の建造であるが、多分に室町時代の形式と遺香とを示している。20年に1度の式年造営が続けられたため以前の社殿の形式手法を保つことが出来、しかも一面拍氏以来の伝統を保ち、長い家系を続けて来た宮大工金原の手によってなっていることも重要な素因とみなければならないと思う。本社殿はその建築の年代が明瞭している事実よりも、600年間の棟札と共に建築上に於ける伝統的特質を保っていることにその意義が存しているのである。
- 本殿

本殿は桁行3間、梁間2間、軒高6.6ｍ、棟木の長さ8.3ｍ余、戸前は中央一戸四方に擬宝珠勾欄を廻らし、左右に特有の棟持柱が立ち、屋根檜皮葺、千木高く棟木の上には巴紋をつけた勝男木6本が置かれた平入の建造物で、内宮式神明造である。
破風板は、そのまま延びて千木となり、破風板にはそれぞれ4本の鞭懸があり、妻には棟持柱があるなど構造手法に古式がうかがわれ、神明造りの原形式を保存している点で、建築史上貴重な遺構である。細部は概ね室町時代の様式を伝えている。
正面に浜縁を設け、五段の階段を置き、縁側を廻らしている、そして階段及び縁側に擬宝珠勾欄が附いている。擬宝珠の形は余りよくないが、前にも述べたように廻勾欄右隅のものは鎌倉時代の製作と推定され、優れて美しい形を遺している。縁束は円で、束の中部を腰貫で連ね、縁葛は隅の先が突出していない。柱断面は円、床下部は八角である。地長押と内法長押とがあり、これに時代を表現している釘隠が打ってある。柱頭に柔らかい線をもった舟肘木を置いて丸桁を受け、その上に繁垂木が打ってある。壁体は横羽目の板である。妻飾は叉首束でその組み方が大きい。破風板は向かって右が前に組まれ、その先は屋根を通して風切穴附の千木になっている。また破風の拝みに近く4本宛の小狭小舞（鞭懸）が突出している。破風板の上に裏甲を置き、〇覆板を以って棟を葺き、棟木の上にはその先に巴紋の附いた6本の美しい勝男木が載せられてある。戸前には幣軸と方立とを設け、板鏡戸が吊ってある。鏡戸の上下及び定規縁等には八双金具が打ってあり、幣軸には六葉と乳丸との釘隠が打ってある。総じて肘木の曲線・又首束の組方等には室町時代の形式を多分に保存している。
- 中門

中門（前殿）は単層平入の四脚門で、屋根切妻造・檜皮葺で千木と勝男木とが置かれてある。柱は円柱で、控柱は八角の礎石の上に立っている。根太貫を通して上に床を張り、更に門柱に唐居敷を切り込み、蹴放を置き、方立を立て、両開きの格子附吹寄舞良戸が吊ってある。柱上には冠木を載せ、それと直角に肘木を組み、その上に梁を置いて控柱を連ねてある。梁の上には前時代に見るような丈の高い美しい曲線をもった板蟇股が置いてあり、更にその上に本殿と同様な美しい舟肘木を組んで棟木を受けている。垂木は疎垂木で小舞を打ち化粧屋根裏となっている。屋根の形式は本殿とほぼ同じであるが、勝男木が四本であることと勾配の緩やかであることとが異なっている。
釣屋は、本殿と中門との間をその屋根の中段から両下造にして連ねており、屋根は板葺で棟木を置き、柱を用いてない。垂木は疎で小舞を打ち、化粧屋根裏となっている。釣屋の下に張られてある濱縁は維新前までは拝殿と称され専ら祭事を執り行ったところであって、検校・左近・権頭の所謂三新主のみがここに奉仕し、詞官祝を始め12人の小祝は遥か下の神楽殿に詰めていたのであった。毎年十数次に及んだ祭事中、6月9日、12月16日には夜半御戸開きの御儀があり、小祝の御炊が切火によって神米を煮て献じたのである。これは恐らく皇大神宮に於ける月次祭の古例をそのまま伝承して来たものと推定したいのである。この時を外にしては決して御開扉はなく、増して今日のように昼間においてこれをするなどのことは決してしなかったのである。そしてこの場合には詞官祝は神楽殿にあって西面して大抜の詞を奏上し、権頭は濱縁の一隅に座して警〇の声と共に大幣をふり、検校が本殿に参進して御開扉したのである。

### 重要文化財（国指定）
- 木造棟札 27枚

神明宮には1376年（永和2年）、1396年（応永3年）、1416年（応永23年）、1436年（永享8年）、1456年（康正2年）、1476年（文明8年）、1496年（明応5年）、1516年（永正13年）、1536年（天文5年）、1556年（弘治2年）、1576年（天正4年）、1596年（文禄5年）、1616年（元和2年）、1636年（寛永13年）、1656年（明暦2年）、1676年（延宝2年）、1696年（元禄9年）、1716年（享保元年）、1736年（元文元年）、1756年（宝暦6年）、1776年（寛政8年）、1796年（安永5年）、1816年（文化13年）、1836年（天保7年）、1856年（安政3年）、1878年（明治11年）、1898年（明治32年）、1919年（大正8年）計30枚の木造棟札があり、そのうち1856年（安政3年）に至る27枚は1934年（昭和9年）、旧国宝保存法に基づき、当時の国宝（旧国宝、現行法における重要文化財に相当）に指定されている。20年に一度の式年造営に伴う棟札が14世紀以降現代に至るまで保存されている点で貴重である。
棟札の表面には、造営を奉仕した安曇地方の豪族仁科氏（同氏の滅亡後は松本藩主）、奉行人、工匠（大工、権大工、小工）、桧皮葺人、釘奉行、銅細工人、鍛冶、轆轤師等の氏名を列ね、伐木から御遷宮に至るまでの日時を、そま山入初、手斧初、借殿遷、柱立、棟上、御遷宮の順序を追うて記し、裏面には作料事として、大宮・棟瓦置・桧皮葺・銅細工・鉄細工・御門屋・榔等の作料、手斧初・柱立・桧皮切初・棟上・棟瓦置・御門屋の手斧初柱立棟上等の祝料及び御遷宮の用途を記している。
- 御正体（みしょうたい）5面（附11面） - 銅製の円板に別鋳の仏像を取り付け、あるいは毛彫するか打出した懸仏（かげぼとけ）が16面ある。これら16面は昭和10年、旧法に基づく重要美術品に認定され、昭和36年に重要文化財に指定された（16面中11面は附（つけたり）指定）。弘安元年（1278年）、同9年の銘をもつものを含む。

### 長野県無形民俗文化財
- 太々神楽（だいだいかぐら） - 仁科氏時代から伝承されてきたといわれ、剣の舞、岩戸神楽、五行の舞、水継、幣の舞、龍舞神楽、道祖神の七座で、いずれも神話に基づき作られた。（昭和44年指定）
- 古式作始めの神事 - 平安時代末頃、伊勢神宮の御厨（みくりや）が設定され、仁科六十六郷の惣社といわれてきた仁科神明宮で、伊勢神宮の祈年祭（としごいのまつり）にならって行われる神事で、3月15日に奉納される。（平成2年指定）

### 大町市有形文化財
- 銅製日岐盛貞奉納鏡
- 木造棟札
- 木造小笠原秀政禁制札

### 長野県指定天然記念物
- 仁科神明宮の社叢（しゃそう） - 指定区域の面積は19,258㎡、杉、檜が主で、他に、赤松、栗、小楢、栂、樅等があり、いずれも巨木、大木である。
- 御神木の孫木 - 1966年（昭和41年）6月、倒伏した御神木の大杉の枝を勝野銀一氏が切り、関西林木育種所で挿し木し育てた苗木を植樹した孫木が永久保存されている。
- 三本杉 - 1979年（昭和54年）3月30日、突風により「三本杉」の中央の杉の木が、根元の癒着の為に倒伏しました。その根元の部分をもとの位置に復元保存している。周囲5ｍ余、高さ50ｍ余、樹齢推定800年余。

## アクセス
- JR大糸線安曇沓掛駅 徒歩30分
- JR大糸線信濃大町駅から大町市民バス社コースで約25分「仁科神明宮下」下車。徒歩約5分
- 同じく信濃大町駅から周遊バスぐるりん号も利用できる（季節運転）。

宮本は大町市と篠ノ井線明科駅とを結ぶ池田街道添いの部落で、神明宮は仁科神明宮下バス停留所から東へ約500ｍ坂道を登って部落を通り抜けた山際にある。その境内は宮山の南麗の斜面で、山に向かって長方形にのび、面積は19,257㎡あって、南側は平坦となり道路を隔て畑であるが、他の三方は山林に直接隣接している。入口に近い部分と社殿周辺に特に老巨木が繁る。東は大峯山系に連なり、西は田園地帯と高瀬川の清流を見下ろす、遠く北アルプス連峰を望むことが出来る風光明媚な地に鎮座す神社である。

## その他
市川崑監督、石坂浩二主演の映画『犬神家の一族』(原作:横溝正史　1976年版、2006年版)において「那須神社」として登場する。

## ギャラリー
- 一之鳥居（2018年7月撮影）
- 参道（2018年7月撮影）
- 倒伏した大杉の根元を復元保存、昭和54年7月建之（2018年7月撮影）
- 昭和54年の突風で倒伏する前の「三本杉」
- ニ之鳥居、伊勢神宮の遷宮により賜った資材で建立（2018年7月撮影）
- 参道、二之鳥居を潜り本殿中門へ（2018年7月撮影）
- 三之鳥居より中門を見る（2018年7月撮影）

- 中門より本殿を見る（2008年8月撮影）
- 中門より本殿を見る（2008年8月撮影）
- 右側面より中門、釣屋、本殿を見る（2018年7月撮影）
- 社務所（2018年7月撮影）
- 同左、内部の展示（2018年7月撮影）
- 右側面後方より見た本殿（2008年5月撮影）
- 倒伏した御神木の大杉の孫木、由来を記した石碑（2008年5月撮影）

## 関連文献
- 江崎規定著『規矩階梯』杉本朝香堂、「内宮一間社神明造之図」、、「内宮三間社神明造之図」、、1904年（明治37年）。
- 斉藤兵次郎著『大工さしがねづかい』信友堂書店、「神明造り」、、1908年（明治41年）。
- 池田仲治郎編『速成熟達・大工術つほかね・上説明』帝国建築協会、「神明造り方」。、1921年（大正10年）。
- 池田仲治郎編『速成熟達・大工術構造編・上説明』帝国建築協会、「神明造り方」、、1923年（大正12年）。
- 伊東忠太著『日本建築の美・社寺建築を中心として』主婦之友社、「神明造」、、「神明造の変態」、、1944年（昭和19年）。
- 伊東忠太著『日本宗教建築史』東方書院、「神明造」。
- 長野県教育委員会『長野県指定文化財調査報告書・第6集』、「仁科神明宮の神楽」「仁科神明宮の社叢」、平和孔版社、1975年（昭和50年）3月31日。
- 大北広域消防本部著『文化財防災ー国宝仁科神明宮と古代神事』日本消防設備安全センター、月刊フェスク、1981年（昭和56年）。
- 長野県文化財保護協会著『長野県の国宝・重要文化財建造物修理工事報告、第３巻（近世寺院・神社・廟・城郭建築）』郷土出版社、1988年（昭和63年）。

## 参考サイト
- 大町市公式ページ
- 大町市文化財センター公式ページ
- 仁科神明宮公式ページ